# Ślepy tor (film 1967)
Ślepy tor – polski film telewizyjny w reżyserii Ryszarda Bera. Krótkometrażowy dreszczowiec zrealizowany w 1967 w Zespole Realizatorów Filmowych "Studio", z cyklu Opowieści niezwykłe.

## Obsada
- W rolach głównych: Jacek Woszczerowicz i Jan Koecher
- W pozostałych rolach (w porządku z czołówki): Kazimierz Rudzki, Ryszard Pietruski, Zofia Jamry, Lech Ordon (pasażer zaraźliwie śmiejący się), Wojciech Zagórski, Jadwiga Wejcman, Krzysztof Litwin i Witold Derko

## Ekipa
- Scenariusz: Krzysztof Teodor Toeplitz, według opowiadania Stefana Grabińskiego
- Scenografia: Tadeusz Wybult
- Dźwięk: Małgorzata Jaworska
- Montaż: Tamira Matyjaszkiewicz
- Kierownik produkcji: Jan Szymański
- Zdjęcia: Tadeusz Wieżan